# Robert Brewer
Pour les articles homonymes, voir Brewer.
Robert Lee Brewer , né le 1er mars 1939 à Alhambra (Californie), est un patineur artistique américain.

## Biographie

### Carrière sportive
Robert Brewer est deux fois médaillé de bronze national américain en 1959 et 1960. Il représente son pays à trois mondiaux (1957 à Colorado Springs, 1958 à Paris et 1959 à Colorado Springs), aux championnats nord-américains de 1959 où il obtient une médaille de bronze, et aux Jeux olympiques d'hiver de 1960 à Squaw Valley.

### Reconversion
Il décide de prendre sa retraite après les Jeux olympiques, sans participer aux mondiaux de 1960 à Vancouver. Il se joint à un spectacle sur glace pour amasser des fonds pour la faculté de médecine.
Il devient ensuite pilote de chasse dans les Marines, et obtient son diplôme de médecine, exerçant en tant que psychiatre en Arizona.

## Palmarès
| Compétition                     | 1957 | 1958 | 1959 | 1960 |  |  |  |  |  |  |  |  |  |  |
| Jeux olympiques d'hiver         |      |      |      | 7e   |  |  |  |  |  |  |  |  |  |  |
| Championnats du monde           | 8e   | 10e  | 11e  |      |  |  |  |  |  |  |  |  |  |  |
| Championnats d'Amérique du Nord |      |      | 3e   |      |  |  |  |  |  |  |  |  |  |  |
| Championnats des États-Unis     | 4e   | 4e   | 3e   | 3e   |  |  |  |  |  |  |  |  |  |  |
|                                 |      |      |      |      |  |  |  |  |  |  |  |  |  |  |